# RUNX2
فاکتور رونویسی مرتبط با Runt (انگلیسی: Runt-related transcription factor 2) یک پروتئین است که در انسان توسط ژن «RUNX2» کُدگذاری می‌شود.
این پروتئین یک فاکتور رونویسی بسیار مهم در رابطه با تمایز سلولی استئوبلاست است. این پروتئین همچنین نقش تنظیمی در چرخه سلول استئوبلاست و لایه درون‌رگی دارد.
علاوه بر اینها، اخیراً مشخص شده که این پروتئین به سبب نقشش در تکامل استخوانی، در اندازه و پهنای پُل بینی انسان نقش دارد.

## اهمیت بالینی
جهش در ژن «RUNX2» سبب بروز ناهنجاری مادرزادی «دیس‌استوز کلیدوکرانیال» (استخوانی شدن ناقص استخوان چنبری-سری) می‌شود.
پروتئین RUNX2 همچنین با افزایش احتمال سرطان استئوسارکوما مرتبط است.

## تعامل مولکولی
این مولکول با پروتئین‌های زیر تعامل پروتئین-پروتئین دارد:
- گیرنده آندروژن[۸]
- SMAD1[۹][۱۰]
- SMAD3[۹][۱۰]

## برای مطالعهٔ بیشتر
- Otto F, Kanegane H, Mundlos S (March 2002). "Mutations in the RUNX2 gene in patients with cleidocranial dysplasia". Human Mutation. 19 (3): 209–16. doi:10.1002/humu.10043. PMID 11857736.
- Komori T (March 2002). "[Cbfa1/Runx2, an essential transcription factor for the regulation of osteoblast differentiation]". Nihon Rinsho. Japanese Journal of Clinical Medicine. 60 Suppl 3: 91–7. PMID 11979975.
- Stock M, Otto F (June 2005). "Control of RUNX2 isoform expression: the role of promoters and enhancers". Journal of Cellular Biochemistry. 95 (3): 506–17. doi:10.1002/jcb.20471. PMID 15838892.
- Blyth K, Cameron ER, Neil JC (May 2005). "The RUNX genes: gain or loss of function in cancer". Nature Reviews. Cancer. 5 (5): 376–87. doi:10.1038/nrc1607. PMID 15864279.
- Schroeder TM, Jensen ED, Westendorf JJ (September 2005). "Runx2: a master organizer of gene transcription in developing and maturing osteoblasts". Birth Defects Research. Part C, Embryo Today. 75 (3): 213–25. doi:10.1002/bdrc.20043. PMID 16187316.
- Frenkel B, Hong A, Baniwal SK, Coetzee GA, Ohlsson C, Khalid O, Gabet Y (August 2010). "Regulation of adult bone turnover by sex steroids". Journal of Cellular Physiology. 224 (2): 305–10. doi:10.1002/jcp.22159. PMC 5770230. PMID 20432458.